# Dominique Bruguière
Pour les articles homonymes, voir Bruguière.
Dominique Bruguière, née le 30 juillet 1950 à Suresnes, est une éclairagiste française pour le théâtre, la danse et l’opéra.

## Biographie
Dominique Bruguière crée des lumières pour le théâtre, la danse et l'opéra. Elle a travaillé, entre autres, avec Claude Régy, Jérôme Deschamps et Macha Makeïeff, Patrice Chéreau, Luc Bondy, Christophe Honoré, Arnaud Despechin, Youssef Chahine, Jorge Lavelli, Deborah Warner

## Quelques réalisations

### Théâtre
Avec Claude Régy : 
- Les Soldats de Lenz (théâtre de la Bastille, 1985), 3 voyageurs regardent un lever de soleil de Wallace Stevens (théâtre de la Bastille, 1986), le Criminel de Leslie Kaplan (théâtre de la Bastille 1987), Intérieur de Maeterlinck (Théâtre Gérard-Philipe 1985), "Huis Clos" de Jean-Paul Sartre (Comédie Française 1990), Le Cerceau de Viktor Slavkine (théâtre Nanterre Amandiers), La Terrible Voix de Satan de Gregory Motton (Théâtre Gérard Philipe 1994), La mort de Tintagiles de Maeterlinck (théâtre Gérard Philipe 1997), 4.48 de Sarah Kane (théâtre des Bouffes du Nord 2002), Quelqu’un va venir de Jon Fosse (théâtre Nanterre Amandiers 1999), Les Variations sur la mort de Jon fosse (théâtre national de la Colline 2003).

Avec Jérôme Deschamps et Macha Makeieff : 
- Les Petits Pas (théâtre des Bouffes du Nord 1986), C’est dimanche (théâtre Nanterre Amandiers 1987), Lapin chasseur (théâtre National de Chaillot 1989), Les Frères Zénith (Festival d'Automne 1990), Les Pieds dans l’eau (théâtre National de Chaillot 1992), C’est magnifique (théâtre de Nîmes 1994), Les Étourdis (théâtre national de Chaillot 2003), L'Affaire de la rue de Lourcine (théâtre de l'odéon 2006-2007), Salle des fêtes (théâtre de Nîmes 2009)…

Avec Patrice Chéreau :
- Le temps et la Chambre de Botho Strauss (théâtre National de l'Odéon, 1991), Wozzeck de Alban Berg (Théâtre du Châtelet 1992 ), Don Giovanni de Mozart (Festival de Salsbourg 1994), Phèdre  de Jean Racine (théâtre de l'Odéon Ateliers Berthier 2003) et saison 2010 - 2011 Rêve d’automne de Jon Fosse  (Musée du Louvre et Théâtre de la Ville), "I'm the wind" également de Jon Fosse (Young Vic Theater de Londres,  Wiener Festwochen, Théâtre de la Ville et  Festival d'Avignon), Elektra de Richard Strauss au Festival d'Art Lyrique d'Aix-en-Provence en 2013, puis à La Scala de Milan en 2014 et au Metropolitan de New York en 2016.

Avec Luc Bondy :
- Jouer avec le feu (théâtre Vidy Lausanne 1996), Trois versions de la vie de Yasmina Reza (Burgtheater de Vienne 2000), Auf dem land de Martin Crimp (Shauspielhaus Zürich 2001), Anatole de Schnitzler (Burgtheater Vienne 2002), Cruel and Tender de Martin Crimp (Young Vic londres 2003), Viol de Botho Strauss (théâtre de l'Odéon Ateliers Berthier 2005), Le Roi Lear de Shakespeare (Burgtheater vienne 2008), Les Bonnes de Jean Genet (Wiener Festwochen 2009), Les beaux jours d'Aranjuez de Peter Handke (Théâtre National de l'Odéon 2012),Le retour de Harold Pinter (Théâtre National de l'Odéon 2012), Tartuffe de Molière (Théâtre National de l'Odéon Ateliers Berthier 2013) Les fausses confidences de Marivaux (Théâtre National de l'Odéon 2014)

Avec Deborah Warner Maison de poupées de Strindberg (théâtre National de l'Odéon 1997) ; avec Youssef Chahine Caligula de Camus (Comédie française 1995) ; avec Werner Schroeter Angels in America de Tony Kushner (Schauspielhaus Hambourg 1993) ; avec Dario Fo Le Médecin volant et Le Médecin malgré lui (Comédie française 1990).
Elle accompagne Marc Paquien depuis ses débuts, entre autres en 2009-2010 pour Les affaires sont les affaires d’Octave Mirbeau au théâtre du Vieux Colombier, Jean-René Lemoine pour Face à la mère (MC 93) ou Guillaume Gallienne pour Les Garçons et Guillaume, à table ! (théâtre de l'Athénée 2010).

### Danse
Dominique Bruguière rencontre en 1995 Jean-Claude Gallotta pour La Solitude du danseur à l’Opéra de Lyon puis pour Les variations d’Ulysse en 1995 et Nosferatu en 1996 à l’Opéra Bastille. Avec Catherine Diverres elle signe C'est poussière (Quartz de Brest 1993-1994), L'Ombre du Ciel (théâtre national de Bretagne 1995- 1996) Fruits (théâtre National de Bretagne 1997). Elle rencontre en 1998 Karole Armitage, avec qui elle travaille pour les Ballets de Monte-Carlo ainsi que pour une création au Maggio Musicale Fiorentino en compagnie de James Ivory comme décorateur. Elle fait les lumières de Sakountala, chorégraphiée par Marie-Claude Pietragalla (Ballet National de Marseille 2000), et pour deux créations de Fatoumi et Lamoureux dont Duo (théâtre des Gémeaux 1996). De nouveau à l’Opéra de Paris avec Nicolas Le Riche pour Caligula en 2005  et en 2010 Angelin Preljocaj pour Siddharta avec comme scénographe le plasticien Claude Lévêque.

### Opéra
Ses débuts à l’Opéra ont lieu durant la saison 1992-1993 : Jeanne d'Arc au bûcher de Arthur Honegger à l’Opéra Bastille mise en scène de Claude Régy et Wozzeck d'Alban Berg au théâtre du Châtelet mise en scène de Patrice Chéreau, avec lequel elle signera également les  lumières de Don Giovanni au Festival de Salzbourg en 1994.
Viennent  ensuite plusieurs collaborations avec Robert Carsen :  Les Noces de Figaro (grand théâtre de Bordeaux 1993), Faust (grand théâtre de Genève 1995), Lohengrin (Opéra bastille 1996), Orlando(festival d'Aix en Provence) et Francesca Zambello pour Turandot (1997), Salambô(1998) et La Guerre et la Paix (2000), ces trois dernières à l’opéra Bastille.
Grâce à son expérience de l’Opéra elle rencontre d’autres grands artistes tels que Peter Zadek pour le Mahagonny au Festival de Salzbourg en 1998, Jorge Lavelli avec notamment La Veuve joyeuse (Opéra bastille en 1997), Ariodante (opéra Garnier 2002), Medea (Opéra Bastille 2002), L'Enfant et les Sortilèges (Opéra de Madrid en 2002).
Elle poursuit sa collaboration avec Luc Bondy pour Macbeth au festival d’Edimbourg en 1999, Hercules au Festival d’Aix et au Wiener Festwochen (Festival de Vienne) en 2004, Le Tour d'Écrou de Britten au Festival d’Aix en 2001, Julie de Philippe Boesmans  création mondiale au théâtre de la Monnaie en 2005, Idomenée de Mozart pour l'ouverture de la Scala de Milan en 2004 et Yvonne Princesse de Bourgogne, création mondiale de Philippe Boesmans à l’Opéra Garnier en 2009.
En 2009-2010 elle a accompagné Emma Dante pour l’ouverture de la saison de la Scala avec Carmen, Jean-Louis Benoit avec Mignon à l’Opéra Comique, Macha Makeieff pour Calisto de Cavalli au théâtre des Champs-Élysées et Jérôme Deschamps pour la création de Les Boulingrin de Georges Aperghis d’après la pièce de Courteline à l’Opéra Comique. 
Depuis 2013 elle accompagne Christophe Honoré pour ses mises en scène d'opéra: Le dialogue des Carmélites de Francis Poulenc  et Pelléas et Melisande de Debussy à l'Opéra de Lyon, Cosi fan tutte de Mozart en 2016 au Festival d'Aix-en-Provence

## Distinctions

### Récompenses
- 2000 : Prix de la critique[Lequel ?] avec Daniel Jeanneteau pour Quelqu’un va venir mis en scène par Claude Régy
- Molières 2003 : Molière du créateur de lumières pour Phèdre
- Prix du syndicat de la critique 2004 : meilleur créateur d'élément scénique pour Pelléas et Mélisande avec Daniel Jeanneteau et pour Les Variations sur la mort mise en scène
- Molières 2011 : Molière du créateur de lumières pour Rêve d’Automne

### Décorations
- Officière de l'ordre des Arts et des Lettres. Elle est promue officière le 12 mars 2019[2].

## Publication
- Penser la lumière, Arles, France, Actes Sud, coll. « Papiers », 2017, 160 p.  (ISBN 978-2-330-08400-4)